# Vransko jezero, Dalmacija
Vransko jezero  je jezero in kriptodepresija na kraškem polju v Severni Dalmaciji.
Vransko jezero leži na nadmorski višini okoli 1 m v bližini Biograda na Moru vzhodno od Pakoštanov. Površina jezera meri 30,7 km², dolgo je 13,6 km, široko pa 1,5 do 3,5 km in globoko do 3,9 m. Višina letnega vodostaja se spreminja od 1 m do 2. metrov. Vodo dobiva iz več izvirov in potoka Skorobić, iz jezera pa odteka preko umetnega kanala Prosika v Pirovački zaliv, nekaj vode pa se izgubi skozi ponore. Jezero je bogato z ribami.
Od leta 1983 je v severozahodnem delu jezera ornitološki rezervat v katerem so zabeleželi 241 vrst ptic. Leta 2013 je bilo celotno jezero z obrežji razglašeno za mokrišče mednarodnega pomena po Ramsarski konvenciji.